# Francesco Quinn
Francesco Daniele Quinn (Roma, 22 marzo 1963 – Malibù, 5 agosto 2011) è stato un attore italiano con cittadinanza statunitense.

## Biografia
Francesco Quinn nacque il 22 marzo 1963 a Roma, primo figlio di Anthony Quinn e della sua seconda moglie Iolanda Addolori. Aveva ascendenze messicane, italiane e irlandesi. Debuttò nel cinema nel 1986, interpretando il ruolo del soldato Rhah nel film Platoon di Oliver Stone. Recitò sia sul grande schermo sia per la televisione; nel 2010 prese parte alla serie Le inchieste dell'ispettore Zen, in onda sulle reti Mediaset, dando volto a Gilberto Nieddu, il migliore amico dell'Ispettore Zen, interpretato da Rufus Sewell: nei titoli di coda appare una dedica alla sua memoria.
Il suo ultimo lavoro come attore fu Roma nuda, per la regia di Giuseppe Ferrara, dove interpretava Bernard Jovanni; della pellicola c'è stata solo una proiezione privata a Roma nel 2012, resta quindi inedita per il grande pubblico. Morì a Malibù il 5 agosto 2011, all'età di 48 anni, a causa di un attacco cardiaco mentre giocava in casa con suo figlio Max.

## Vita privata
Di religione cattolica, il 20 settembre 1992 sposò Julie McCann, nipote del campione di biliardo Alex Higgins, per poi divorziare il 22 marzo 2011. La coppia ebbe due figli gemelli, Max e Michela, nati nel 2002 ed entrambi battezzati da papa Giovanni Paolo II. Dopo il divorzio, ebbe una relazione con l'attrice e pittrice Valentina Castellani.

## Filmografia

### Cinema
- Platoon, regia di Oliver Stone (1986)
- Love Dream, regia di Charles Finch (1988)
- Stradivari, regia di Giacomo Battiato (1988)
- La favorita (The Favorite), regia di Jack Smight (1989)
- Indio, regia di Antonio Margheriti (1989)
- Casablanca Express, regia di Sergio Martino (1989)
- A Star for Two, regia di Jim Kaufman (1991)
- Murder Blues, regia di Anders Palm (1991)
- Judgement, regia di William Sachs (1992)
- Rivalità mortale (Deadly Rivals), regia di James Dodson (1993)
- Il cane e il poliziotto (Top Dog), regia di Aaron Norris (1995)
- The Dark Dancer, regia di Robert Burge (1995)
- Cannes Man, regia di Richard Martini (1996)
- Placebo Effect, regia di Alejandro Seri (1998)
- Riscatto mortale (Deadly Ransom), regia di Robert Hyatt (1998)
- Tannenbaum, regia di Joe Toppe (1998) - Cortometraggio
- The Translator, regia di Leslie Anne Smith (2000)
- Testimone pericoloso (Nowhere Land), regia di Rupert Hitzig (2000)
- Vlad, regia di Michael D. Sellers (2003)
- Park, regia di Kurt Voelker (2006)
- Man vs. Monday, regia di Ian Ziering (2006) - Cortometraggio
- Cut Off, regia di Gino Cabanas e Dick Fisher (2006)
- The Gnostic, regia di Joe McDougall (2007) - Cortometraggio
- Muertas, regia di Ryan Piers Williams (2007)
- Afghan Knights, regia di Allan Harmon (2007)
- Hell Ride, regia di Larry Bishop (2008)
- The Tonto Woman, regia di Daniel Barber (2008) - Cortometraggio
- Broken Promise, regia di Eddie Howell (2008)
- 4 padri single (Four Single Fathers), regia di Paolo Monico (2009)
- Rollers, regia di Romeo Antonio (2010)
- Corruption.Gov, regia di Q. Manning e John Sjogren (2010)
- Transformers 3 (Transformers: Dark of the Moon), regia di Michael Bay (2011)
- Roma nuda, regia di Giuseppe Ferrara (2012) - proiezione privata a Roma

### Televisione
- Quo vadis? - mini-serie TV, regia di Franco Rossi (1985)
- Miami Vice - serie TV, episodio 4x06 (1987)
- The Old Man and the Sea - film TV, regia di Jud Taylor (1990)
- Red Shoe Diaries - serie TV, 1 episodio (1992)
- Le avventure del giovane Indiana Jones (The Young Indiana Jones Chronicles) - serie TV, 1 episodio (1992)
- L'ispettore Tibbs (In the Heat of the Night) - serie TV, 1 episodio (1992)
- O'Henry's Christmas - film TV, regia di John Driver, Francesco Quinn e Jerry Zaks (1996)
- Rough Riders - mini-serie TV, regia di John Milius (1997)
- Gli specialisti (Soldier of Fortune, Inc.) - serie TV, 1 episodio (1997)
- JAG - Avvocati in divisa (JAG) - serie TV, 6 episodi (1997-2002)
- Pensacola - Squadra speciale Top Gun (Pensacola: Wings of Gold) - serie TV, 1 episodio (1998)
- Vengeance Unlimited - serie TV, 1 episodio (1998)
- Febbre d'amore (The Young and the Restless) - soap TV, 90 episodi (1999-2001)
- G vs E - serie TV, 1 episodio (2000)
- Il fuggitivo (The Fugitive) - serie TV, 1 episodio (2001)
- Alias - serie TV, 1 episodio (2002)
- Crossing Jordan - serie TV, 1 episodio (2002)
- Almost a Woman - film TV, regia di Betty Kaplan (2002)
- 24 - serie TV, 5 episodi (2003)
- The Handler - serie TV, 1 episodio (2003)
- NCIS - Unità anticrimine (Naval Criminal Investigative Service) - serie TV, episodi 1x13-4x08 (2004-2006)
- CSI: Miami - serie TV, 1 episodio (2004)
- E.R. - Medici in prima linea (ER) - serie TV, 1 episodio (2004)
- Into the West - mini-serie TV, 1 episodio (2005)
- Criminal Minds - serie TV, 1 episodio (2005)
- Tinseltown - serie TV, 1 episodio (2007)
- La promessa di un pistolero (A Gunfighter's Pledge) - film TV, regia di Armand Mastroianni (2008)
- The Shield - serie TV, 5 episodi (2008)
- Danny Fricke - film TV, regia di Michael Dinner (2008)
- The Glades - serie TV, 2 episodi (2010-2011)
- Le inchieste dell'ispettore Zen (Zen) - mini-serie TV, 3 episodi (2011)
- Il commissario Manara - serie tv, 7 episodi (2011)
- Giustizia per Natalie (Justice for Natalie Holloway) - film TV, regia di Stephen Kay (2011)
- Mystery! - serie TV, 1 episodio (2011)

## Doppiatori italiani
Nelle versioni in italiano delle opere in cui ha recitato, Francesco Quinn è stato doppiato da:
- Gaetano Varcasia in NCIS - Unità anticrimine (ep. 1x13), The Shield, Le inchieste dell'ispettore Zen
- Luca Ward in Love Dream, Vlad
- Roberto Chevalier in Quo vadis?
- Angelo Nicotra in Platoon
- Mario Cordova in Indio
- Alberto Caneva in Casablanca Express
- Gianluca Iacono in Febbre d'amore
- Roberto Draghetti in Il fuggitivo
- Massimo Lodolo in 24
- Pasquale Anselmo in CSI: Miami
- Fabrizio Picconi in NCIS - Unità anticrimine (ep. 4x08)
- Nino D'Agata in Criminal Minds
- Angelo Maggi in The Glades